# Autoglotònim
Un autoglotònim és un etnoglotònim que designa el nom de la llengua d'un grup ètnic en la pròpia llengua del grup. S'oposa al terme heteroglotònim, que és el nom que dona un altre grup ètnic a la llengua d'un cert grup ètnic.
Per exemple, en català ens referim a l'idioma de l'estat alemany com a alemany (un heteroglotònim que procedeix del nom de l'antiga tribu germànica dels alamans), tot i que els alemanys utilitzen per referir-se a la seva llengua l'autoglotònim Deutsch.

## Exemples d'autoglotònims
Molts autònims signifiquen simplement ‘gent’ o ‘persones':
- Els yaquis i els mayos s'autodesignen com yorem, que significa ‘persones, gent’.
- Els huichols s'autodenominen com wixárika, que probablement significa ‘llaurador’ en huichol.
- Els esquimals s'autodesignen com inuit, ‘humà’.
- Els araucans s'autodesignen com maputxe, 'gent de la terra'.
- Alguns parlants de quítxua meridional designen el seu idioma com runa simi, ‘llengua humana’.

De manera paral·lela, molts autoglotònims signifiquen simplement 'la nostra llengua' o la 'llengua de les persones'. En aquesta taula se'n mostren alguns exemples:
| Llengua            | Autoglotònim                                                                         | Glossa                                  | Família           | Localització                      |
| ------------------ | ------------------------------------------------------------------------------------ | --------------------------------------- | ----------------- | --------------------------------- |
| Meänkieli          | meän-kieli1ªPL. POS llengua                                                          | 'la nostra llengua'                     | Uraliana          | Plantilla:Country data Suecia     |
| Minangkabau        | bahaso awaklengua <small id="mwQA">1ªPL</small>.<small id="mwQA">INCL.POS</small>    | 'la nostra llengua'                     | Austronèsica      | Indonèsia                         |
| Itonama            | sihni padara <small id="mwTg">1ªPL</small>.<small id="mwTg">EXCL.POS</small> llengua | 'la nostra llengua'                     | (no classificada) | Bolívia                           |
| Chibcha            | Muysccubun <small id="mwXA">1ªPL</small>.<small id="mwXA">EXCL.POS</small> llengua   | 'llengua de la gent'                    | Txibtxa           | Colòmbia                          |
| Mosetén            | tsin-si' mik 1.PL-POS llengua                                                        | 'la nostra llengua'                     | Mosetén           | Bolívia                           |
| Sirionó            | nande chëë 1.PL llengua                                                              | 'la nostra llengua'                     | Tupí-guaraní      | Bolívia                           |
| Shipibo-Konibo     | no-n joi 1.PL-GEN llengua/parla/paraula                                              | 'la nostra llengua'                     | Pano              | Perú                              |
| Quítxua meridional | runa simi home llengua/boca                                                          | 'llengua humana'                        | Quítxua           | Argentina · Bolívia · Perú        |
| Awá pit            | awá pit/homes llengua/boca                                                           | 'llengua humana'                        | Barbacoana        | Colòmbia · Equador                |
| Guaraní            | avá ñe'é home paraula/llengua                                                        | 'llengua humana'                        | Tupí              | Argentina Bolívia Brasil Paraguai |
| Zoque              | ode püt llengua gent                                                                 | 'llengua de la gent'                    | Mixezoque         | Mèxic                             |
| Mapudungun         | Mapudungun terra/parla/Chedungun/Chesungun gent parla                                | 'parla de la terra'/ 'parla de la gent' | Aïllada           | Xile Argentina                    |